# Ore wa Teppei
Ore wa Teppei (jap.: おれは鉄兵), auch bekannt als I'm Teppei, ist eine japanische Manga-Serie von Tetsuya Chiba, die zwischen 1973 und 1980 veröffentlicht wurde. Sie wurde als Animeserie adaptiert und ist den Genres Sport und Comedy zuzuordnen.

## Inhalt
Auf der Suche nach vergrabenen Schätzen haben Teppei Uesugi und sein Vater tief im Wald gelebt. Teppei ist wild und hatte keine Erziehung. Eines Tages werden die beiden von Teppeis Onkel gefunden und Teppei erfährt, dass er aus einer sehr angesehenen Familie stammt und fünf Geschwister hatte. Zum ersten Mal in seinem Leben muss er zur Schule gehen und im Haushalt seiner Großmutter nach deren Regeln leben. Die Familie und die Rin Akademie stellen sogleich hohe Anforderungen, denen Teppei gerecht werden soll.

## Manga
Der Manga erschien von August 1973 bis April 1980 im Shōnen Magazine beim Verlag Kōdansha. Dieser brachte die Kapitel auch gesammelt in 31 Bänden heraus. 1976 wurde der Manga mit dem Kodansha Cultural Children’s Award ausgezeichnet.

## Anime-Verfilmung
Es erschien eine Anime-Serie, die von Shin-Ei Animation und Nippon Animation produziert worden war. Regie führten Tadao Nagahama, Shigetsugu Yoshida, Yoshifumi Kondō, Hiroshi Fukutomi und Tsutomu Shibayama. Die Drehbücher schrieben Seiji Matsuoka, Shunichi Yukimuro, Soji Yoshikawa und Hirokazu Mizude. Das Charakterdesign wurde entworfen von Daikichirō Kusube, der auch die Animationsarbeiten leitete, und die künstlerische Leitung lag bei Shōhei Kawamoto. Für die Kameraführung waren Nobuo Koyama und Tatsumasa Shimizu verantwortlich und als Produzenten fungierten Soichi Besshi und Yoshihiro Ōba.
Die insgesamt 28 je 25 Minuten langen Folgen wurden ab dem 12. September 1977 von Fuji TV ausgestrahlt. Die letzte Folge wurde am 27. März 1978 gezeigt, ein vorzeitiger Abbruch der Serie wegen schlechter Einschaltquoten. Eine italienische Fassung wurde von mehreren Sendern in Italien ausgestrahlt.

### Synchronsprecher
| Rolle         | Japanische Sprecher (Seiyū) |
| ------------- | --------------------------- |
| Teppei Uesugi | Masako Nozawa               |
| Azumi Uesugi  | Akiko Tsuboi                |
| Hiromi Uesugi | Masao Imanishi              |
| Yoshiyuki     | Tohru Furuya                |
| Kanako        | Makoto Kosaka               |
| Yoshioka      | Shozo Iizuka                |
| Onigiri       | Yoko Matsuoka               |

### Musik
Die Musik komponierte Michiaki Watanabe. Das Vorspannlied ist Ore wa Teppei (おれは鉄兵) und für den Abspann verwendete man das Lied Kani-san Kani-san (カニさんカニさん). Beide stammen von Fusako Fujimoto, Kōrogi '73 und Columbia Yurikago-kai.